# تحليل الشبكة الاجتماعية

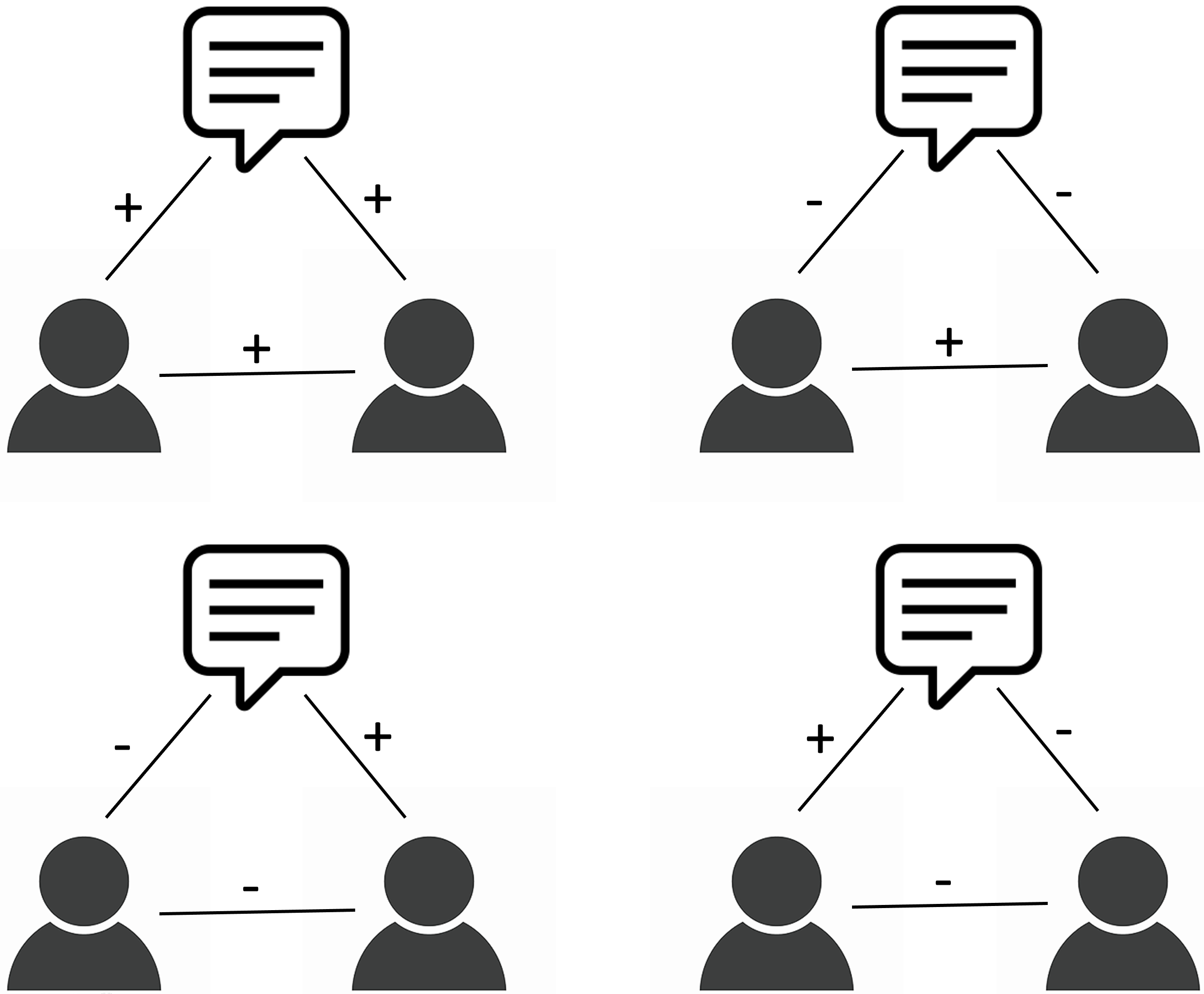
صورة توضح ماهو تحليل الشبكة الاجتماعية

تحليل الشبكة الاجتماعية يعرض العلاقات الاجتماعية من حيث نظرية الشبكة والتي تتكون من العلاقات (وتسمى أيضا الحواف ،أو الوصلات، أو الاتصالات)، والعقدو هي الجهات الفاعلة الفردية داخل الشبكات، والروابط والعلاقات بين الفاعلين.

## التاريخ
تعود الجذور النظرية لتحليل الشبكات الاجتماعية إلى العمل الذي أنجزه علماء الاجتماع الأوائل مثل جورج سيميل وإميل دوركايم، اللذان كتبا عن أهمية دراسة أنماط العلاقات التي تربط الجهات الفاعلة الاجتماعية. استخدم علماء الاجتماع مفهوم «الشبكات الاجتماعية» منذ بدايات القرن العشرين للدلالة على مجموعات معقدة من العلاقات بين أعضاء ينتمون لنظم اجتماعية على جميع المستويات، بدءًا من العلاقات الشخصية وصولًا إلى الدولية منها. قدم كل من جاكوب إل. مورينو وهيلين هول جينينغز الأساليب التحليلية الأساسية في ثلاثينيات القرن العشرين. بدأ جون أروندل في عام 1954 استخدام المصطلح بشكل منهجي للدلالة على أنماط الروابط التي تشمل المفاهيم المستخدمة بشكل تقليدي من قبل الجمهور، وتلك التي يستخدمها علماء الاجتماع: المجموعات الاجتماعية المحدودة (مثل القبائل والأسر) والفئات الاجتماعية (مثل الجنس والعرق).
وسع باحثون -مثل رونالد بيرت وكاثلين كارلي ومارك غرانوفيتر ودايفيد كراكهاردت وإدوارد لاومان وأناتول رابورت وباري ولمان ودوغلاس ر. وايت وهاريسون وايت- استخدام تحليل الشبكة الاجتماعية المنظم المطبَّق حتى في الدراسات الأدبية من قبل أنهاير وجيرهاردس ورومو وووتر دو نووي وبيرغيت سينيكال. وجد تحليل الشبكات الاجتماعية في الواقع تطبيقات في مختلف التخصصات الأكاديمية فضلًا عن تطبيقات عملية مثل مكافحة الإرهاب وغسيل الأموال.

## التطبيقات العملية
يُستخدم تحليل الشبكات الاجتماعية على نطاق واسع في مجموعة واسعة من التطبيقات والتخصصات. تشمل تطبيقات تحليل الشبكات الشائعة التجميع والتنقيب في البيانات ونمذجة انتشار الشبكات ونمذجة الشبكة وأخذ العينات وسمات المستخدم وتحليل السلوك ودعم الموارد التي يصونها المجتمع وتحليل التفاعل القائم على الموقع والمشاركة الاجتماعية والتصفية وتطوير نظام التوصية وتوقع الروابط وحل الكيان. تستخدم الشركات في القطاع الخاص تحليل الشبكات الاجتماعية لدعم أنشطة مثل تفاعل العلماء والتحليلات وتحليل تطوير نظام المعلومات والتسويق واحتياجات ذكاء الأعمال. تشمل بعض استخدامات القطاع العام تطوير استراتيجيات إشراك القادة وتحليل المشاركة الفردية والجماعية واستخدام الوسائط وحل المشكلات الاجتماعية.

### التطبيقات الأمنية
يُستخدم تحليل الشبكات الاجتماعية أيضًا في أنشطة الاستخبارات ومكافحة التجسس وإنفاذ القانون. تتيح هذه التقنية للمحللين تعيين منظمات سرية مثل عصابة تجسس أو عائلة جريمة منظمة أو عصابة في الشوارع. تستخدم وكالة الأمن القومي برامج الجاسوسية الرقمية الجماعية السرية الخاصة بها، بهدف توليد البيانات اللازمة لإجراء هذا النوع من التحليلات على الخلايا الإرهابية والشبكات الأخرى التي تُعتبر ذات صلة بالأمن القومي. تبحث وكالة الأمن القومي عن ثلاث عقد عميقة خلال تحليل الشبكة هذا، وذلك بعد اكتمال التخطيط الأولي للشبكة الاجتماعية، ويجري التحليل لتحديد بنية الشبكة ولتحديد القادة داخلها على سبيل المثال. يسمح هذا الإجراء للأصول العسكرية أو لتطبيق القانون بشن هجمات ضربات الرأس أو القتل على الأهداف ذات المناصب القيادية العالية لتعطيل عمل الشبكة. بدأت وكالة الأمن القومي بإجراء تحليل الشبكة الاجتماعية على سجلات تفاصيل المكالمات التي تُعرف أيضًا باسم البيانات الوصفية، وذلك بعد فترة قصيرة من وقوع هجمات 11 سبتمبر.

### تطبيقات التحليل النصي
يمكن تحويل الشركات النصية الكبيرة إلى شبكات ثم تحلَّل باستخدام طريقة تحليل الشبكات الاجتماعية. تكون العقد في هذه الشبكات فاعلين اجتماعيين وتكون الروابط إجراءات. يمكن أن يكون استخراج هذه الشبكات آليًا باستخدام المحللات. يجري بعد ذلك تحليل الشبكات الناتجة التي يمكن أن تحتوي على آلاف العقد باستخدام أدوات من نظرية الشبكة، لتحديد العناصر الفاعلة الرئيسة والمجتمعات الرئيسة أو الأطراف والخصائص العامة مثل المتانة أو الاستقرار البنيوي للشبكة العامة أو المركزية لعقد معينة. يعمل هذا على أتمتة النهج الذي قدمه التحليل السردي الكمي، إذ تُحدد ثلاثيات (كائن وفعل وفاعل) مع أزواج من الفاعلين المرتبطة بعمل ما أو أزواج تتكون من (كائن وفاعل).